# 117439 Rosner
117439 Rosner este un asteroid din centura principală de asteroizi.

## Descriere
117439 Rosner este un asteroid din centura principală de asteroizi. A fost descoperit pe 13 ianuarie 2005 la Mayhill de Andrew Lowe. Asteroidul prezintă o orbită caracterizată de o semiaxă mare de 2,58 ua, o excentricitate de 0,12 și o înclinație de 2,4° în raport cu ecliptica.